# جيمس إف. موريارتي
جيمس إف. موريارتي (بالإنجليزية: James Francis Moriarty)‏ هو دبلوماسي أمريكي، ولد في 1953.

## وصلات خارجية
- جيمس إف. موريارتي على موقع إن إن دي بي (الإنجليزية)